# 朱多炡
朱多炡（1541年—1589年），字贞吉，号瀑泉，明朝宁藩奉国将军，宁献王朱权之六世孙，弋阳僖顺王朱覲鐰之曾孙，弋阳奉国将军朱多煌之弟。
朱多炡颖悟精敏善写诗歌，曾经改变姓名出游，踪迹踏遍吴、楚。行草学习米芾。晚年病痛羸弱，依然不废吟诵。去世后，门人私谥清敏先生。其子朱谋堚有父风。当时乐安辅国将军朱多靦有爱诗之癖，与朱谋堚等纵情写诗文、饮美酒，终其生。其另一子朱谋𪇼为八大山人的父亲。